# Textura ígnea
Texturas ígneas é a designação dada a um conjunto de texturas de rochas que ocorrem especificamente nas rochas ígneas e que são utilizadas na determinação do modo de origem daquelas rochas e na identificação petrológica das rochas ígneas. São em geral considerados seis tipos principais de texturas ígneas, variando de vítrea a afanítica e desta a pegmatítica.

## Tipos de textura
Os seis tipos principais de textura que ocorrem nas rochas ígneas são os seguintes:
- Vítrea ou vitrosa — texturas que resultam do arrefecimento rápido da lava, sem permitir a cristalização, o que permite a formação de vidros vulcânicos amorfos. As rochas resultantes são compostas maioritariamente por mineraloides amorfos (vidros naturais) com os minerais reduzidos a cristais dispersos na matriz vítrea. Exemplos incluem a obsidiana e a pedra-pomes;
- Piroclástica (piro = ígneo, fogo + clástico = fragmento) — texturas que resultam da projecção de lava através do ar durante uma erupção vulcânica. O material resultante é clástico (fragmentário), tipicamente com matriz vítrea, que forma depósitos de cinzas vulcânicas, bagacinas, pedra-pomes e bombas vulcânicas;
- Afanítica (a = não + phanero = visível) — textura das rochas onde a maioria dos minerais ocorre em microcristais ou em cristais tão pequenos que são dificilmente discerníveis pelo olho nu. Esta textura contrasta com a textura fanerítica e resulta em geral do rápido arrefecimento de lava à  superfície, ou próximo dela, o que não permite o crescimento dos cristais. Porque as rochas extrusivas entram em contacto com a atmosfera, arrefecem rapidamente de forma que os minerais cristalizam em pequenos cristais. Os cristais individuais numa rocha ígnea afanítica não são distinguíveis sem recurso a ampliação. Exemplos de rochas com textura afanítica incluem o basalto, o andesito e o riolito;
- Fanerítica (phaner = visível) — texturas típicas das rochas ígneas intrusivas que cristalizaram lentamente abaixo da superfície. Como o magma arrefece lentamente, as substâncias contidas no material em fusão cristalizam lentamente em grandes cristais de minerais. Os minerais nas rochas ígneas faneríticas são suficientemente grandes para poderem ser facilmente discerníveis à vista como cristais individuais. Exemplos de rochas ígneas com textura fanerítica incluem o gabro, o diorito e o granito;
- Porfirítica — texturas que se desenvolvem quando as condições durante o arrefecimento do magma mudam relativamente depressa. Os primeiros minerais que cristalizam, os que saem da fusão parcial a mais alta temperatura, têm tempo suficiente para crescer e formar grandes cristais, enquanto que os restantes, devido a condições supervenientes de rápido arrefecimento, são obrigados a uma rápida cristalização a qual produz uma matriz de grão muito fino (afanítica). O resultado é uma rocha afanítica com grandes cristais (fenocristais) embebidos na sua matriz. A textura porfirítica também ocorre quando magma inicia a cristalização debaixo de um vulcão mas é forçado para a susperfície antes de completamente cristalizado, forçando a lava resultante a cristalizar rapidamente com a formação de uma matriz de finos cristais;
- Pegmatítica — textura que resulta de um lento arrefecimento do magma, permitindo a formação de grandes cristais. Alguns minerais podem crescer ao ponto de se tornarem massivos, com tamanhos que variam de alguns centímetros a vários metros. A textura pegmatítica é típica dos pegmatitos.